# Жувінтас (озеро)
Жуві́нтас (лит. Žuvintas) — озеро на півдні Литви. Відоме як місце гніздування найбільшої в країні популяції лебедів-шипунів, також важливе як кормове угіддя перелітних птахів інших видів. Входить до складу біосферного заповідника Жувінтас, належить до водно-болотних угідь Рамсарської конвенції.
Назва озера походить від лит. ẑuvis — «риба», тобто в дослівному перекладі означає Рибне. Неофіційно Жувінтас інколи називають «лебединим озером», маючи на увазі його найвідоміших пернатих мешканців.

## Географія та гідрографія
Озеро Жувінтас знаходиться в межах в Алітуського повіту за 8 км на північ від міста Сімнас. Найближчі до нього населенні пункти — місто Маріямполе, містечко Даукшяй, села Мікноніс, Грінкішкяй, Алякноніс, Жувінтай. З півночі, північного заходу та північного сходу його оточує адміністративний кордон із сусіднім Маріямпольським повітом. На відстані 1—2 км від озера проходять дороги: з північного заходу автошлях 2605, на сході — автомобільна дорога 181.
Водойма знаходиться у рівнинній місцевості й витягнута в напрямку з північного сходу на південний захід. При цьому її довжина складає 5,67 км, а ширина — 3,02 км. Довжина берегової лінії 16,5 км. Сучасна площа Жувінтаса становить 965 га, однак вона має тенденцію до скорочення внаслідок швидкого заростання озера. Евтрофікаційними процесами обумовлена і мілководність Жувінтаса: максимальна глибина водойми не перевищує 2,5 м, а середня становить лише 0,6 м. За цими показниками Жувінтас є наймілководнішим озером Литви.
Озеро Жувінтас прісне, з усіх боків оточене суходолом і не сполучається з іншими озерами. На ньому є два справжніх острови і багато так званих плавучих, утворених водяними рослинами. Зарості очерету і водяних рослин найкраще розвинуті у північній половині водойми. Береги озера низькі та заболочені, вкриті лісами або густими очеретяними заростями. Ці водно-болотні угіддя називають болотом Жувінтас. Центральна частина цієї місцевості являє собою верхове болото, внаслідок постійного наростання торфового шару вона вища за прибережні низинні болота. Болото Жувінтас займає більшу частину водозбірного басейну озера. Крім нього живлення водойми забезпечує річка Бамбяна, що впадає в Жувінтас з південного заходу. З озера витікає лише одна річка — Довіне, яку гідрографічно вважають продовженням Бамбяни. Під час весняних повеней об'єм води, яку приносить Бамбяна, у 10,5 разів перевищує об'єм води в озері, що сприяє відкладенню значної кількості мулу.

## Геологія
Жувінтас за походженням є льодовиковим озером. У верхньочетвертинному періоді під вагою криги на його місці утворилась Довінська депресія. Її дно знаходилось на висоті 90—100 м над рівнем моря. Кінцева морена відклала навкруги цього заглиблення матеріал у вигляді гряд. Їхня висота складала 100—120 м над рівнем моря. Таким чином на поверхні рівнини утворилась чаша, яку наповнили води танучого льодовика. Ця давня водойма була великою та глибокою, однак при відступі льодовика її води стекли в басейн річки Шяшупе, а на місці прадавнього озера з'явилось кілька менших. Одним з цих первинних озер і був Жувінтас.
У ранньому голоцені (близько 8 000 років тому) площа Жувінтаса складала 5 700 га. Про це свідчать давні берегові вали, які зараз розташовані на 5—10 м вище сучасного рівня води. У пізньому голоцені рівень озера впав на 3—5 м, внаслідок чого площа його водної поверхні зменшилась до 2 250 га. З того часу почалася невпинна евтрофікація водойми. Цей процес має природний характер і є невід'ємною частиною сукцесії (еолюційного розвитку) усіх льодовикових озер. Її сліди — це потужні відклади сапропелю на дні Жувінтаса: їхня середня товщина складає 2,3 м, а найбільша сягає 3,7 м. Однак у XX столітті евтрофікація значно пришвидшилась за рахунок антропогенних факторів. Вирубування навколишніх лісів і перетворення вільних земель на ріллю, хімізація сільського господарства (перш за все використання штучних добрив) збільшили надходження мулистого осаду та розчинених хімічних речовин до Жувінтаса. Через це озеро почало стрімко міліти і заростати макрофітною рослинністю. Наприклад, у період з 1951 по 2005 рік площа його водного дзеркала зменшилась на 81,1 га.

## Флора
На початку свого існування флора озера Жувінтас була відносно бідною і представлена переважно діатомовими водоростями. Це пояснювалось доволі низькою температурою води. З часом клімат на цій території пом'якшав, а саме озеро, поступово міліючи, прогрівалось все краще. Це створило сприятливі умови для розвитку багатої рослинності.
В сучасну добу в його водах знайдено понад 100 видів водоростей, вельми різноманітні також і вищі рослини (близько 138 видів). Дно водойми вкрито заростями кушира, рдесника, водяного різака, водопериці. На поверхні води привертають увагу жовті глечики, біле латаття і плавучий рдесник. У затишних місцях, де не буває хвиль, рясно розмножуються ряска та звичайний жабурник. Біля води або на мілководдях ростуть осоки, плавучий лепешняк, їжача голівка, звичайна лепеха, комиш (куга). Але більш за все на озері помітні зарості очерету і вузьколистого рогозу. На віддалі від берега ці рослини зростають окремим куртинами, які часто зливаються в «острови» довільної конфігурації. На березі зарості очерету і рогозу утворюють густі майже непрохідні хащі. Разом з тим, через замулення водойми в останні десятиліття в озері практично зникли водорості роду Chara, колись притаманні цій водоймі.
Південний і південно-східний береги Жувінтаса безлісі, оскільки тут до нього прилягають сільськогосподарські землі та населенні пункти. Натомість з інших боків озеро оточують заболочені ліси. Вони утворені вологолюбними породами дерев — сірою та чорною вільхою, осикою, пухнастою та низькою березами. Серед них височіють поодинокі білі верби. Ще більше верб у чагарниковому ярусі (розмаринолиста, попеляста, п'ятитичинкова), де вони зростають разом із ламкою крушиною.

## Фауна
Озеро Жувінтас слугує кормовим угіддям для перелітних птахів, які зупиняються тут багатотисячними зграями, тому неможливо переоцінити його орнітологічне значення. Крім того, особливу роль воно зіграло у відновленні литовської популяції лебедів-шипунів. Колись ці птахи були звичними в країні, однак до початку XX століття їх винищили. В 1937 році на озері вперше спостерігали успішне гніздування цього виду. Того ж року водойму почали охороняти. Це привабили лебедів ще більше і в наступні десятиліття їхня чисельність зросла до декількох сотень. Разом з лебедями на озері часто гніздуються велика та мала чирянки, великі пірникози, річкові крячки, крижні, лиски, чубаті черні, попелюхи. Під час сезонних міграцій на ньому зупиняються мешканці тундри (білолобі гуски, гуменники) і рідкісні для Литви сірі гуски та сірі журавлі. З дрібних горобцеподібних тут багато солов'їних кобилочок, ставкових, великих і лучних очеретянок. Хижі птахи представлені очеретяним лунем.
Окрім пернатих на ньому відмічені деякі види ссавців. Звичними мешканцями очеретяних заростей є дикі свині, які годуються кореневищами водяних рослин, а почасти і шкодять, лякаючи птахів та винищуючи їхні кладки. Пернатим загрожують також річкові візони, інший представник куницевих — видра — полює на рибу. На озері зрідка трапляються два види гризунів: ондатра, аккліматизована в Литві, та бобер, який віддає перевагу річкам басейну Жувінтаса.
Серед земноводних найчисельніші гостроморді і трав'яні жаби та зелені ропухи. Переважно у східній частині акваторії спостерігали звичайних тритонів. Іхтіофауна озера Жувінтас налічує 18 видів риб. Найбільш звичними серед них є щука, лящ, окунь, плітка, краснопірка, плоскирка, звичайний карась. В'язь — релікт геологічного минулого озера.
Надзвичайно багата фауна безхребетних, яка налічує близько 1000 видів. На дні озера багато кільчастих і малощетинкових червів, різноманітних м'якунів та рівноногих раків. В цьому середовищі також мешкають личинки бабок, водяних жуків, комарів і, особливо, хірономід. Ці тварини слугують кормом численним рибам.

## Використання
Околиці Жувінтаса були відносно мало змінені людською діяльністю протягом історії, завдяки чому його екосистеми зберегли свій природний стан. В бік озера прокладено декілька меліоративних каналів, що відводять воду з навколишніх боліт. До введення охоронного режиму в 1937 році на озері часто ловили рибу, що знайшло відбиток в його назві. Після проголошення озера заповідником у 1946 році відвідини його сторонніми особами припинились. В XXI столітті обмежений лов риби дозволений тільки місцевим жителям за ліцензіями. Як правило, ловлять у Жувінтасі щуку.
Для боротьби із негативними наслідками надмірної евтрофікації працівники заповідника Жувінтас щорічно викошують смуги в очеретяних заростях. Це уповільнює заростання водойми і, водночас, не позбавляє диких птахів прихистку. Скошений очерет використовують як біопаливо. Крім того, озеро Жувінтас входить до складу туристичного маршруту, створеного адміністрацією заповідника в його буферній зоні.